# Pasacao
Pasacao es un municipio filipino de segunda clase, perteneciente a la provincia de Camarines Sur, en la región de Bicolandia.

## Historia
Hacia mediados del siglo XIX, el lugar pertenecía a Pamplona. Aparece descrito en el segundo volumen del Diccionario geográfico, estadístico, histórico de las Islas Filipinas (1851) de Manuel Buzeta Núñez y Felipe Bravo con las siguientes palabras:

PASACAO: visita del pueblo de Pamplona, en la isla de Luzon, prov. de Camarines Sur, dióc. de Nueva Cáceres, sit. en los 126° 51' 30" long. 13° 31' 20" lat. á la orilla izquierda de un rio en terreno llano y clima templado. Dista cerca de ½ legua al S. de su matriz, en cuyo artículo incluimos el número de sus casas, el de sus almas sus producciones y tributos. Tiene esta visita una iglesia, que la asiste el cura de Pamplona; hay tambien una escuela, y á corta distancia de la iglesia se halla el cementerio.
(Buzeta y Bravo, 1851, p. 394)

En 2020, tenía censados 53 461 habitantes.